# Ronald Muwenda Mutebi II.

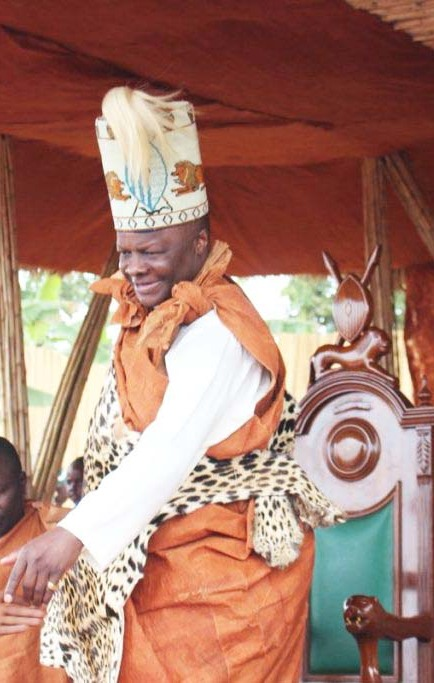
Kabaka Mutebi (2018)

Ronald Muwenda Mutebi II. (* 13. April 1955 in Mmengo) ist der 36. und aktuelle König bzw. Kabaka des Stammesgebietes Buganda in Uganda. Er ist Sohn von Sir Edward Frederick William David Walugembe Mutebi Luwangula Mutesa.
Er studierte Rechtswissenschaften am Magdalen College der Universität Cambridge, schloss dieses Studium jedoch nicht ab. 1966 flüchtete Mutebi nach London ins Exil. 1986 kehrte er nach Uganda zurück. Am 31. Juli 1993 wurde er zum 36. König von Buganda gekrönt.
Seit dem 27. August 1999 ist er mit Sylvia Nagginda verheiratet. Ihre gemeinsame Tochter Sarah Katrina Mirembe Ssangalyambogo Nachwa wurde am 4. Juli 2001 in London geboren.
Mutebi II. wurde im ersten Halbjahr 2024 mehrere Monate aus unbekanntem Grund in einer psychotherapeutischen Einrichtung in Namibia behandelt.